# Zarbali Gurbanov
 (juillet 2023).
Zarbali Gurbanov (en azéri : Zərbəli Qasım oğlu Qurbanov ; né en 1932, à Narimanli, district de Basarketcher et mort en 2003 à Bakou) est un Premier secrétaire du Comité du Parti du district d'Amasiya (1981-1985), rédacteur en chef du journal Soviet Armenia (1985-14.01.1989).

## Biographie
Il est diplômé de l'école pédagogique de Nakhitchevan, de l'institut agricole, de l'université, de l'école supérieure du parti.
Directeur d'école, président de la ferme collective, président du comité exécutif du conseil des députés du peuple du district de Basarkechar, premier secrétaire du comité du parti du district d'Amasia, membre du comité central du parti communiste d’Arménie, rédacteur en chef du journal Soviet Armenia, un organe du Comité central d'Arménie, député du Soviet suprême, le vice-président.
Zarbeli Gurbanov est le premier secrétaire du Comité du Parti du district d'Amasiya en 1981-1985, et après 1985, il est rédacteur en chef du journal Arménie soviétique.
Le 12 juillet 1994, il est nommé au poste d'inspecteur principal du personnel au sein du Comité d'État pour le travail avec les réfugiés et les personnes déplacées de la République d'Azerbaïdjan.
De 1998 jusqu'à la fin de sa vie, il travaille à la direction présidentielle.